# Cadena de caracteres
En programación, una cadena de caracteres, palabras, ristra de caracteres o frase (string, en inglés) es una secuencia ordenada (de longitud arbitraria, aunque finita) de elementos que pertenecen a un cierto lenguaje formal o alfabeto análogas a una fórmula o a una oración. En general, una cadena de caracteres es una sucesión de caracteres (letras, números u otros signos o símbolos). Si no se ponen restricciones al alfabeto, una cadena podrá estar formada por cualquier combinación finita de los caracteres disponibles (las letras de la 'a' a la 'z' y de la 'A' a la 'Z', los números del '0' al '9', el espacio en blanco ' ', símbolos diversos '!', '@', '%', etcétera).
En este mismo ámbito, se utilizan habitualmente como un tipo de dato predefinido, para palabras, frases o cualquier otra sucesión de caracteres. En este caso, se almacenan en un vector de datos, o matriz de datos de una sola fila (array, en inglés). Las cadenas se pueden almacenar de manera física:
- Seguidas.
- Enlazados letra a letra.

Generalmente los caracteres se guardan uno a continuación de otro para fines de eficiencia en el acceso.
Un caso especial de cadena es la que contiene cero caracteres. A esta cadena se la llama cadena vacía; en teoría de autómatas, es común representarla por medio de la letra griega {\displaystyle \epsilon }.

## Operación con cadena de caracteres
Al considerar las cadenas como un tipo de datos, hay que definir cuáles son las operaciones que es posible hacer con ellas. En principio, podrían ser muchas y llegar a ser muy sofisticadas. Las siguientes son algunas de ellas:
- Asignación: Consiste en asignar una cadena a otra.
- Concatenación: Consiste en unir dos cadenas o más (o una cadena con un carácter) para formar una cadena de mayor tamaño.
- Búsqueda: Consiste en localizar dentro de una cadena una subcadena más pequeña o un carácter.
- Extracción: Se trata de sacar fuera de una cadena una porción de la misma según su posición dentro de ella.
- Comparación: Se utiliza para comparar dos cadenas.

## Representación
Una cadena suele ser representada entre comillas dobles superiores ("palabra"), mientras que un carácter de esa cadena (un char en inglés) suele ser representado entre comillas simples ('p'). Por ejemplo, en C:
```
charAt c = 'a';
char str[5] = "hola";
```

Generalmente para acceder a un carácter en una posición determinada se suele usar la forma variable[posición] como cuando se accede a un vector.
Para poder mostrar una comilla (") dentro de la cadena y no tener problemas con las comillas que la delimitan, se usan secuencias de escape. Esto se aplica a otros caracteres reservados o no imprimibles como el retorno de carro. No obstante, las expresiones para producir estas secuencias de escape dependen del lenguaje de programación que se esté usando. Una forma común, en muchos lenguajes, de escapar un carácter es anteponiéndole un «\» (sin comillas), p. e.: «\"» (sin comillas).

## Cadenas dinámicas y estáticas
Las cadenas pueden ser de naturaleza dinámica (pueden alterar su longitud durante el tiempo de ejecución) o de naturaleza estática (su longitud es fija a lo largo del tiempo de ejecución). En este segundo caso, el programador debe prever que al recorrer la cadena los índices no se vayan de los límites previstos (C no permite que las cadenas crezcan automáticamente de forma explícita, mientras que C# sí).
El final de la cadena se delimita de diferente manera en uno u otro caso:
- Mediante un carácter de fin de cadena ('\0' en C) para las cadenas de tipo dinámico.
- Mediante una propiedad de la cadena que delimite su longitud (length en C#) para las de tipo estático.

## Ejemplos de operaciones comunes

### Asignación
Asignar una cadena a otra.
```
char *strcpy(char [], const char[]); # en 
C
 
cadena1=cadena2;                     # en 
C++
 y 
JavaScript

cadena1 := cadena2                   # en 
Smalltalk
```

### Concatenación
Unir dos cadenas de caracteres.
```
# Generar la cadena "Joshua y Carmen" sabiendo que: cadena = "Joshua"
pareja = cadena + " y " + "Carmen"    # en 
Python

$pareja = cadena." y "."Carmen"         # en 
Perl
 y 
PHP

pareja = cadena & " y " & "Carmen"        # en 
Visual Basic

pareja = cadena + " y " + "Carmen";         # en 
C++
, 
Java
 y 
JavaScript
 con la clase String
pareja := cadena , ' y ' , 'Carmen'.          # en 
Smalltalk

strcat(cadena," y "); strcat(cadena,"Carmen");  # en 
C
 (Debe haber suficiente espacio en la primera.)
```

### Número de caracteres de una cadena
```
# Obtener la longitud de la variable 'cadena'
int strlen(cadena);    # en 
C
 Devuelve el n.º de caracteres sin contar el '\0'
cadena.length();       # en 
C++

cadena.length          # en 
JavaScript

cadena size.           # en 
Smalltalk

len(cadena)            # en 
Python
```

### Comparación
Comparar dos cadenas en orden lexicográfico.
```
# Compara dos cadenas 'cadena1' y 'cadena2'
int strcmp(cadena1, cadena2);                      # en 
C
, 
                                                     # devuelve < 0 si la 1.ª es menor, > 0 si es mayor y 0 si son iguales.
cadena1 == cadena2; cadena1>cadena2; etc.              # en 
C++
 Devuelve un 
booleano
.
cadena1 = cadena2                                        # en 
Smalltalk
 Devuelve un booleano.
cadena1 = cadena2; cadena1 < cadena2; cadena1 > cadena2;   # en 
JavaScript
 Devuelve un booleano.
```

### Multiplicar una cadena
Repetir varias veces una cadena.
```
# Generar una cadena de 5 cruces "+++++"
$cruces = "+" x 5                                   # en 
Perl
.
cruces := Generator generateJoin: '+' repeat: 5.  # en 
Smalltalk
.
cruces = "+" * 5                                # en 
Python
.
cruces = "+".repeat(5)                        # en 
JavaScript
.
```